# 江田島町江南
江田島町江南（えたじまちょうこうなん）は、広島県江田島市の地名。

## 地理
江田島の南部、能美島と地続きになっている土地にあり、西で大柿町飛渡瀬に接する。江田島湾岸沿いに北へ行くと江田島町鷲部がある。

## 歴史
かつて飛渡瀬（ひとのせ）と呼ばれた土地である。これは江田島と能美島の間にあった瀬戸に由来するとされる。
1889年4月に町村制が実施されて江田島村が成立し、飛渡瀬もこれに属した。村内は飛渡瀬を含む12区に分かたれ、各区に区長と区長代理が置かれた。
1946年9月の町村制の改正で村の下に置かれた区は廃されたが、区名は残った。1947年8月に役場の出張所が設けられた。1951年10月1日から江田島村は江田島町となった。
隣接する大柿町大字飛渡瀬との混同の恐れや地元の要望から1963年11月1日に飛渡瀬は江南に改称された。「江南」は江田島の南に位置することに因む。この名称は1941年の国民学校令により飛渡瀬尋常高等小学校が江南国民学校に改称した際に表れている。
1996年2月26日に住居表示が実施され、江南1–3丁目が成立した。
2004年11月1日、江田島町外3町が合併して江田島市が誕生した。江田島町「江南」は江田島市「江田島町江南」に引き継がれた。

### 人口
| 年                | 世帯数  | 人口    |
| ----------------- | ------- | ------- |
| 宝永7年（1710年） | 20戸    | 54人    |
| 1930年            | 173戸   | 777人   |
| 1946年            | 254世帯 | 1,044人 |
| 1985年            | 256世帯 | 732人   |
| 1995年            | 265世帯 | 673人   |
| 2000年            | 282世帯 | 725人   |
| 2005年            | 286世帯 | 744人   |
| 2010年            | 276世帯 | 698人   |
| 2015年            | 256世帯 | 656人   |
| 2020年            | 264世帯 | 620人   |

## 教育
江田島市立江田島小学校（中央）および江田島市立江田島中学校（小用）の校区内である。
かつて江南小学校が存在したが、1968年に江田島小学校、鷲部小学校と統合されて新たに江田島小学校となった。

## 交通

### 道路
鷲部から大柿町柿浦に向けて広島県道44号江田島大柿線が通る。
江田島大柿線との交点から能美町中町方面に向けて広島県道36号高田沖美江田島線が、秋月に向けて広島県道299号秋月飛渡瀬線が通じている。

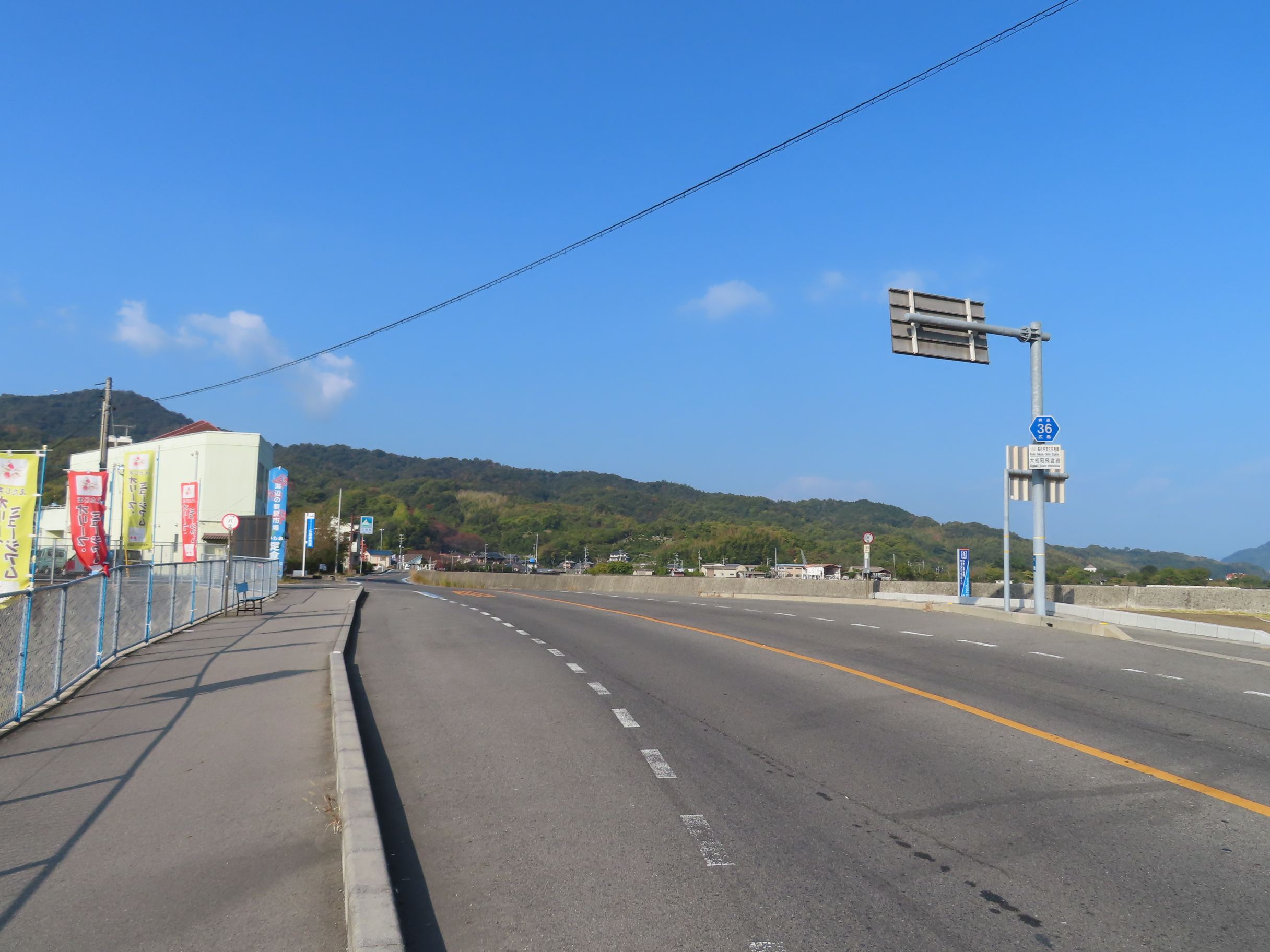
高田沖美江田島線終点付近
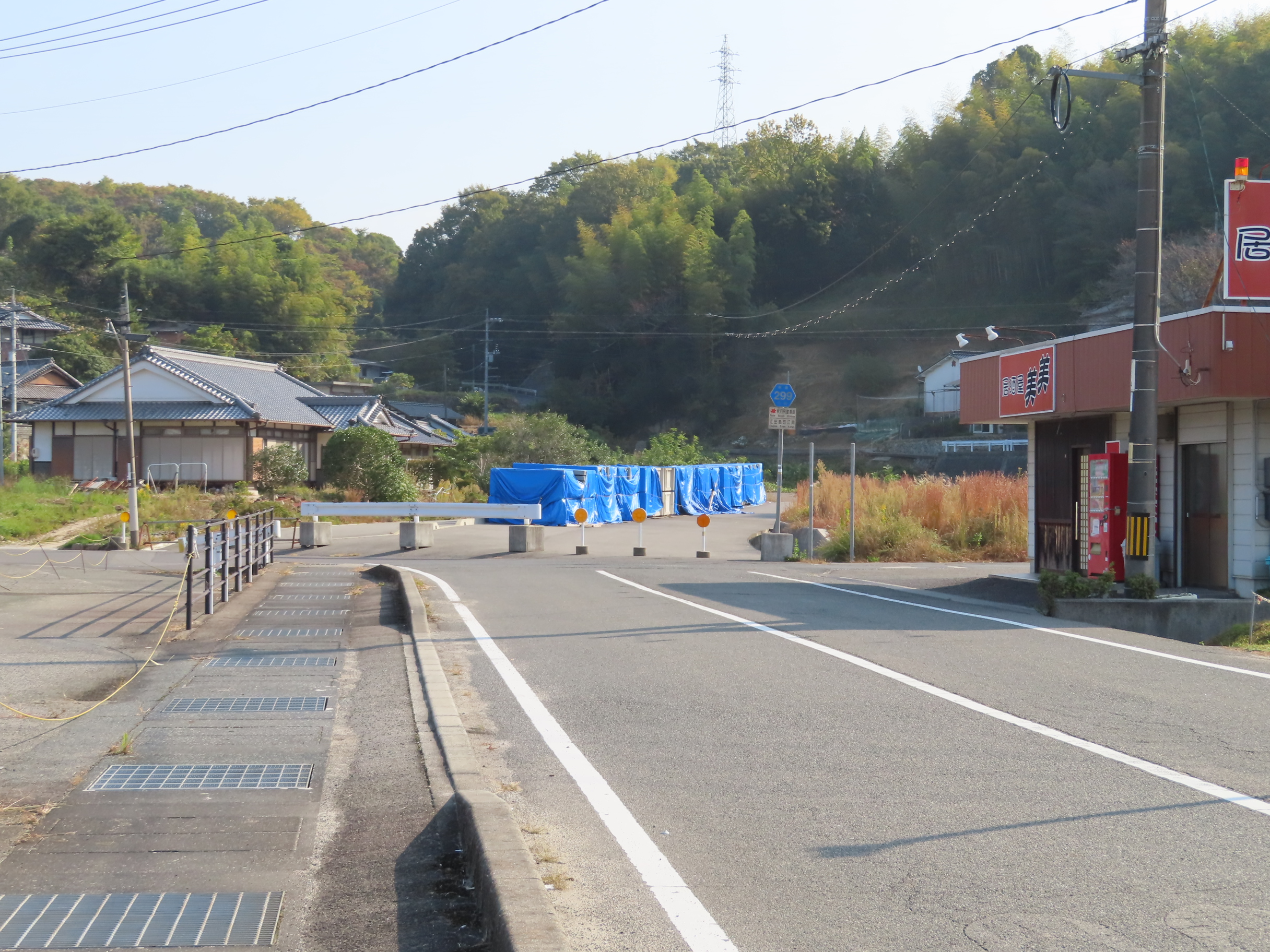
秋月飛渡瀬線終点付近

## 産業

### 商業
大柿町飛渡瀬との境界付近を通る広島県道44号江田島大柿線沿いにロードサイドショップが出店している。